# Museo Ross House
El museo Ross House es un museo en Winnipeg, Manitoba, ubicado en una casa de madera (construido en 1852-1855) y figura en el Registro Canadiense de lugares históricos.
Originalmente estaba ubicado al pie de la orilla del río Rojo, lo que ahora es el Market Avenue. El edificio se convirtió en la primera oficina de correos en el oeste de Canadá, con el nombramiento de William Ross como postmaster, por el Consejo de Assiniboia en 1855. El edificio se salvó de la demolición en 1947 por la Sociedad Histórica de Manitoba y se trasladó a Higgins Ave enfrente de la estación CPR. Allí fue restaurado, con todo tipo de artefactos, monumentos y marcadores relevantes para la historia de Manitoba. En 1984 la casa fue una vez más trasladada, esta vez a su actual ubicación en Joe Zuken Heritage Park en Point Douglas.